# Ștefan Foriș
Ștefan Foriș (n. maghiară Fóris István 9 mai, 1892, Tărlungeni, Brașov – d. 1946, București; pseudonim: Marius) a fost un activist și jurnalist comunist român și maghiar de origine ceangăiască de Țara Bârsei din România și Ungaria. În perioada 1940-1944 a fost secretarul general al PCdR.

## Biografie
Părinții săi au fost István Fóris și Anna Kocsis. Familia era înstărită și poseda o fabrică de cărămizi și țigle. Școala elementară a absolvit-o în Tărlungeni, după care a urmat liceul comercial din Brașov. Foriș a fost combatant voluntar în Primul Război Mondial. După război a aderat la Partidul Comuniștilor din Ungaria și a activat în cadrul regimului Republicii Sovietice Ungare.
În 1919 s-a reîntors la Brașov. În 1921 a aderat la nou înființatul Partid Comunist Român (care în 1924 a fost interzis). A fost redactor la două gazete de stânga. În 1928 tribunalul militar din Cluj l-a condamnat la zece ani închisoare, însă Foriș s-a refugiat în URSS. Un timp a locuit la Moscova, apoi la Viena și Berlin. S-a întors în România în 1930 și o parte din pedeapsă a ispășit-o în detenție între anii 1931-1935.
Foriș a fost unul dintre liderii de facto ai comuniștilor rămași în România, conducând mișcarea în ilegalitate alături de viitoarea sa soție, Victoria Sârbu, și de evreul Remus Kofler. A fost înlăturat de la conducerea PCR la 4 aprilie 1944 (în timpul pregătirilor clandestine în vederea unei revolte antihitleriste și antiantonesciene). A fost arestat la 9 iunie 1945. A fost acuzat de trădare (colaboraționism cu Siguranța în anii războiului) de trei membri ai secretariatului PCdR - Teohari Georgescu, Iosif Chișinevschi și Gavrilă Birtaș (secretar de partid al regiunii Oradea). Foriș a fost ucis în 1946 cu lovituri de rangă aplicate de Gheorghe Pintilie (Pantiușa Bodnarenko), în complicitate cu șoferul său D. Neciu. Pintilie-Bodnarenko și agenți ai Siguranței din Oradea au fost implicați și în asasinarea mamei (în vârstă de 70 de ani) lui Foriș, pe care au înecat-o în Criș.

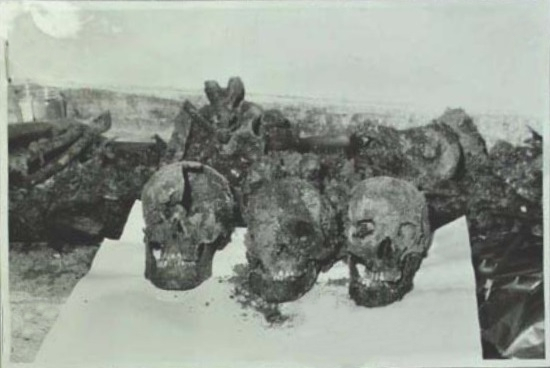
Deshumarea din Aleea Alexandru nr. 23, București, (astăzi sediul ambasadei Poloniei), unul din cele trei cranii aparține lui Ștefan Foriș (1968)

Foriș a fost reabilitat de Ceaușescu în 1968. Ancheta din același an a stabilit oficial că mama lui Foriș ar fi murit de moarte naturală, dar că gazdele sale, soții Fogel, i-ar fi aruncat cadavrul în Criș. S-a mai stabilit de asemenea că decizia asasinării lui Foriș fusese luată de Gheorghiu-Dej, Teohari Georgescu, Ana Pauker și alți demnitari ai PCR.
Ștefan Foriș a trăit un timp cu evreica basarabeancă Tatiana, fostă logodnică, care s-a căsătorit ulterior cu generalul rus Iakov Bulan. Tatiana Bulan a reușit să dețină funcția de Viceministru al Învățământului și a fost decorată cu titlul de Erou al Muncii Socialiste. Ea s-a pensionat ca director al Academiei de partid Ștefan Gheorghiu. Ștefan Foriș s-a căsătorit cu Victoria Sârbu. După moartea soțului ei,Victoria Sârbu-Foriș  a fost condamnată cu închisoarea și fiica lor, din cauza experiențelor prin care a trecut, a fost traumatizată psihic pe viață. A primit o pensie specială până în anul 1987 când a decedat. Victoria Foriș a fost reabilitată ulterior, ea devenind o activistă de rang inferior.